# Йохан I фон Рехберг
Йохан I фон Рехберг (на немски: Johann I (Hans) von Rechberg, zu Ravenstein und Scharfenberg; † 1497/1499) от благородническия швабски род Рехберг, е господар на Равенщайн и Шарфенберг (в Донцдорф в Баден-Вюртемберг).

## Произход
Той е най-малкият син на Хуго фон Рехберг († 1468) и съпругата му Агнес фон Тирщайн († 1470), вдовица на херцог Улрих II фон Тек († 1432), дъщеря на пфалцграф Йохан II фон Тирщайн († 1455) и Гертруд фон Винек († сл. 1445). Внук е на Албрехт фон Рехберг († 1426), господар на Илерайхен, Илербойрен, Рехбергхаузен и Келмюнц в Швабия, и съпругата му Маргарета фон Верденберг-Зарганс († сл. 1451). Брат е на Албрехт фон Рехберг-Рамсберг († 1502), Хуго фон Рехберг († 1497) и на Вилхелм фон Рехберг († 1503, погребан в катедралата в Айхщет), каноник в Елванген (1461 – 1499, 1500 – 1503), домхер в Аугсбург (ок. 1485 – 1491).
Първият клон Рехберг цу Шарфенберг на фамилията му изчезва през 1547 г. с внукът му Георг Рехберг цу Шарфенберг († 30 ноември 1547), син на синът му Еркингер фон Рехберг. През 1549 г. се основава 2. клон Рехберг цу Шарфенберг чрез внучка му Маргарета Анна фон Рехберг († 9 март 1572), омъжена за братовчед си Йохан III фон Рехберг (Ханс III) цу Илерайхен († 1574).

## Фамилия
Йохан I фон Рехберг се жени за Маргарета фон Тройхтлинген († сл. 1490). Те имат четирима сина:
- Хуго фон Рехберг († 1 януари/26 септември 1505)
- Еркингер фон Рехберг († 12 ноември 1527/12 февруари 1525), господар на Равенщайн и Шарфенберг, каноник в Елванген (1499 – 1500), женен за Доротея фон Хюрнхайм († 15 октомври 1529), дъщеря на Улрих фон Хюрнхайм и Анна фон Ахолфинген
- Цимпрехт фон Рехберг († 1514), женен за Анна фон Хаузен
- Албрехт фон Рехберг († пр. 25 януари 1501)